# 2023-as WTA Elite Trophy

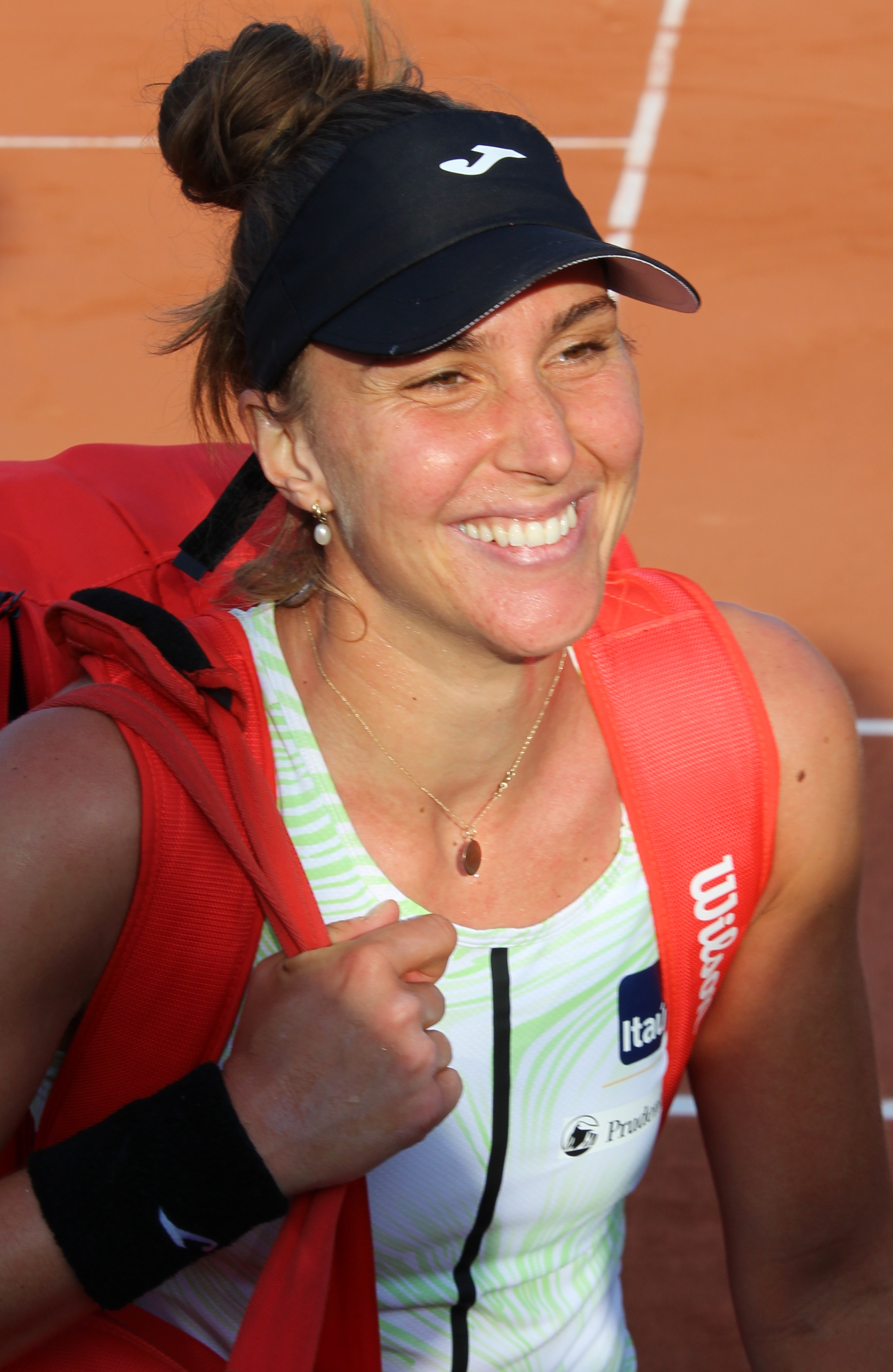
Beatriz Haddad Maia az első fordulós győzelme után a 2023-mas Roland Garroson

A 2023-as WTA Elite Trophy a WTA által évente megrendezésre kerülő esemény 2023. évi tornája, amelyre a világranglistán elért helyezése alapján a 2023-as WTA Finals tornára kvalifikációt szerzett versenyzőket követő 11 játékos és egy további, a rendezők szabadkártyájával induló versenyző kapott meghívást. Sérülés vagy egyéb lemondás miatt a távol maradók helyett a ranglista következő helyén álló versenyző vehetett volna részt a tornán, de ezúttal nem lerült sor helyettesítésre. Párosban a ranglistahelyezésük alapján a WTA Finals tornára kvalifikációt szerzett párosokat a világranglistán követő négy páros kap meghívást a versenyre, a rendezők két további párosnak adtak szabadkártyát.
A címvédő egyéniben a fehérorosz Arina Szabalenka, párosban az ukrán Ljudmila Kicsenok és a szlovén Andreja Klepač. Arina Szabalenka ebben az évben mint világelső a WTA Finals tornán vesz részt, párosban ebben az évben Ljudmila Kicsenok a norvég Ulrikke Eikeri párjaként indult.
A brazil Beatriz Haddad Maia egyéniben és párosban is az első helyen végzett. Egyéniben a döntőben 7–6(11), 7–6(4) arányban győzte le a kínai Cseng Csin-vent, míg párosban Veronyika Kugyermetova partnereként a döntőben a Kato Miju–Aldila Sutjiadi japán–indonéz páros ellen nyertek 6–3, 6–3 arányban.

## A verseny
A hatodik WTA Elite Trophy versenyt 2023. október 24−29. között rendezték, a helyszíne a Hengqin International Tennis Center volt a kínai Csuhajban. 2020–2022 között a tornát nem rendezték meg. A díjalap 2023-ban 2 419 844 amerikai dollár.

## A ranglistapontok és a díjazás
Az első helyezett maximum 700 ranglistapontot szerezhet. A párosok ezen a versenyen nem kapnak ranglistapontot.
| Szakasz                                    | Egyéni                                    | Egyéni   | Páros2         | Páros2 |
| Szakasz                                    | Díjazás                                   | Pont     | Díjazás        |        |
| ------------------------------------------ | ----------------------------------------- | -------- | -------------- | ------ |
| Győztes                                    | KM1 + 515 000 $                           | KM + 460 | KM1 + 22 000 $ |        |
| Döntős                                     | KM + 155 000 $                            | KM + 200 | KM1 + 11 346 $ |        |
| Elődöntőben vesztes                        | KM + 15 000 $                             | KM       | –              |        |
| Körmérkőzéses szakaszban győzelem          | 1. győzelem 50 000 $ 2. győzelem 40 000 $ | 120      | 5500 $         |        |
| Körmérkőzéses szakaszban vereség           | –                                         | 40       | –              |        |
| Körmérkőzéses szakasz csoportelső          | +69 500 $                                 | –        | –              |        |
| Körmérkőzéses szakasz csoport 2. helyezett | +32 000 $                                 | –        | –              |        |
| Startpénz                                  | 46 500 $                                  | –        | 17 080         |        |
| Helyettesítők                              | 10 000 $                                  | –        | –              |        |

- 1 KM − a körmérkőzéses szakaszban szerzett pénzdíjak és pontok.
- 2A párosok ezen a tornán nem kapnak ranglistapontot.

## A lebonyolítás formája
A versenyen résztvevő 12 játékost négy háromfős csoportba sorsolják, és a négy csoportgyőztes alkotja az elődöntő mezőnyét. Az elődöntő hagyományos kieséses formában zajlik.
A párosoknál a hat csapat két háromfős csoportban versenyez, és a két csoportgyőztes mérkőzik a bajnoki címért.
A helyezések eldöntése a körmérkőzéses szakaszban
A helyezések az alábbiak figyelembe vételével dőlnek el:
- 1. A győzelmek száma
- 2. A lejátszott mérkőzések száma
- 3. Két játékos holtversenye esetén az egymás elleni eredmény
- 4. Három játékos közötti holtverseny esetén, elsőként a játszmaarányt és az egymás elleni eredményt, másodikként a játékarányt és az egymás elleni eredményt veszik figyelembe
- 5. Ha az előzőek sem döntenek, akkor a ranglistahelyezés dönt.

## Egyéni

### Az indulók
A 2023. évi versenyre az alábbi táblázatban szereplő versenyzők szereztek indulási jogot.
A tornán való indulást lemondta az egyébként indulásra jogosult María Szákari, Petra Kvitová, Belinda Bencic, Jekatyerina Alekszandrova, Viktorija Azaranka és Elina Mihajlivna Szvitolina. Helyettük a ranglistán sorban következő versenyzők indulhattak. A szabadkártyát a kínai Csu Lin kapta.
| Világr. hely. | Versenyző              | 2023-ban elért legjobb eredményei              |
| ------------- | ---------------------- | ---------------------------------------------- |
| 10            | Barbora Krejčíková     | 2 győzelem, 2 döntő                            |
| 11            | Madison Keys           | 2 győzelem, 1 elődöntő, 4 negyeddöntő          |
| 13            | Jeļena Ostapenko       | 1 győzelem, 1 elődöntő, 4 negyeddöntő          |
| 15            | Ljudmila Szamszonova   | 3 döntő, 1 elődöntő, 2 negyeddöntő             |
| 16            | Veronyika Kugyermetova | 1 győzelem, 1 döntő, 4 elődöntő, 2 negyeddöntő |
| 17            | Darja Kaszatkina       | 2 döntő, 2 elődöntő, 3 negyeddöntő             |
| 18            | Cseng Csin-ven         | 2 győzelem, 1 elődöntő, 2 negyeddöntő          |
| 19            | Beatriz Haddad Maia    | 2 elődöntő, 5 negyeddöntő                      |
| 20            | Caroline Garcia        | 2 döntő, 1 elődöntő, 5 negyeddöntő             |
| 23            | Donna Vekić            | 1 győzelem, 2 döntő, 2 negyeddöntő             |
| 24            | Magda Linette          | 1 döntő, 2 elődöntő, 1 negyeddöntő             |
| WC (36)       | Csu Lin                | 1 győzelem, 1 döntő, 3 elődöntő, 1 negyeddöntő |

A tartalékok: Sorana Cîrstea és Anasztaszija Potapova.

### Az egyéni verseny résztvevői
1. Barbora Krejčíková (körmérkőzés)
2. Madison Keys (körmérkőzés)
3. Jeļena Ostapenko (körmérkőzés)
4. Ljudmila Szamszonova (körmérkőzés)
5. Veronyika Kugyermetova (körmérkőzés)
6. Darja Kaszatkina (elődöntő)
7. Cseng Csin-ven (döntő)
8. Beatriz Haddad Maia (győztes)
9. Caroline Garcia (körmérkőzés)
10. Donna Vekić (körmérkőzés)
11. Magda Linette (körmérkőzés)
12. Csu Lin (elődöntő)

### A csoportmérkőzések
Azalea csoport
| Rsz. | Név                | Krejčíková    | Kaszatkina    | Linette  | Gy–V | Szett Gy–V | Játék Gy–V | Helyezés |
| ---- | ------------------ | ------------- | ------------- | -------- | ---- | ---------- | ---------- | -------- |
| 1    | Barbora Krejčíková |               | 5–7, 6–1, 1–6 | 6–2, 6–4 | 1–1  | 3–2        | 24–20      | 2.       |
| 6    | Darja Kaszatkina   | 7–5, 1–6, 6–1 |               | 6–3, 6–4 | 2–0  | 4–1        | 26–19      | 1.       |
| 11   | Magda Linette      | 2–6, 4–6      | 3–6, 4–6      |          | 0–2  | 0–4        | 13–24      | 3.       |

Camellia csoport
| Rsz. | Név                 | Keys        | Maia        | Garcia      | Gy–V | Szett Gy–V | Játék Gy–V | Helyezés |
| ---- | ------------------- | ----------- | ----------- | ----------- | ---- | ---------- | ---------- | -------- |
| 2    | Madison Keys        |             | 4–6, 4–6    | 3–6, 6–7(3) | 0–2  | 0–4        | 17–25      | 3.       |
| 8    | Beatriz Haddad Maia | 6–4, 6–4    |             | 6–1, 7–6(4) | 2–0  | 4–0        | 25–15      | 1.       |
| 9    | Caroline Garcia     | 6–3, 7–6(3) | 1–6, 6–7(4) |             | 1–1  | 2–2        | 20–22      | 2.       |

Orchid csoport
| Rsz. | Név              | Ostapenko     | Cseng            | Vekić            | Gy–V | Szett Gy–V | Játék Gy–V | Helyezés |
| ---- | ---------------- | ------------- | ---------------- | ---------------- | ---- | ---------- | ---------- | -------- |
| 3    | Jeļena Ostapenko |               | 4–6, 6–1, 2–6    | 4–6, 6–4, 6–1    | 1–1  | 3–3        | 28–24      | 2.       |
| 7    | Cseng Csin-ven   | 6–4, 1–6, 6–2 |                  | 6–4, 6–7(6), 6–4 | 2–0  | 4–2        | 31–27      | 1.       |
| 10   | Donna Vekić      | 6–4, 4–6, 1–6 | 4–6, 7–6(6), 4–6 |                  | 0–2  | 2–4        | 26–34      | 3.       |

Rose csoport
| Rsz. | Név                    | Szamszonova   | Kugyermetova  | Csu           | Gy–V | Szett Gy–V | Játék Gy–V | Helyezés |
| ---- | ---------------------- | ------------- | ------------- | ------------- | ---- | ---------- | ---------- | -------- |
| 4    | Ljudmila Szamszonova   |               | 4–6, 6–3, 5–7 | 2–6, 6–2, 6–1 | 1–1  | 3–3 (50%)  | 29–25      | 2.       |
| 5    | Veronyika Kugyermetova | 6–4, 3–6, 7–5 |               | 6–7(5), 1–6   | 1–1  | 2–3 (40%)  | 23–28      | 3.       |
| 12   | Csu Lin                | 6–2, 2–6, 1–6 | 7–6(5), 6–1   |               | 1–1  | 3–2 (60%)  | 22–21      | 1.       |

### Az egyéni döntők
|  | Elődöntők | Elődöntők           | Elődöntők | Elődöntők      | Elődöntők |    |                     | Döntő | Döntő | Döntő | Döntő | Döntő |  |
|  |           |                     |           |                |           |    |                     |       |       |       |       |       |  |
|  | 6         | Darja Kaszatkina    | 4         | 1              |           |    |                     |       |       |       |       |       |  |
|  | 6         | Darja Kaszatkina    | 4         | 1              |           |    |                     |       |       |       |       |       |  |
|  | 8         | Beatriz Haddad Maia | 6         | 6              |           |    |                     |       |       |       |       |       |  |
|  | 8         | Beatriz Haddad Maia | 6         | 6              |           | 8  | Beatriz Haddad Maia | 713   | 7     |       |       |       |  |
|  |           |                     |           |                |           | 8  | Beatriz Haddad Maia | 713   | 7     |       |       |       |  |
|  |           |                     | 7         | Cseng Csin-ven | 611       | 64 |                     |       |       |       |       |       |  |
|  | 12/WC     | Csu Lin             | 7         | Cseng Csin-ven | 611       | 64 | 5                   | 6     | 1     |       |       |       |  |
|  | 12/WC     | Csu Lin             |           |                |           |    |                     |       |       |       |       |       |  |
|  | 7         | Cseng Csin-ven      | 7         | 4              | 6         |    |                     |       |       |       |       |       |  |

## Páros
A versenyen az alábbi párosok indultak el:
1. Beatriz Haddad Maia / Veronyika Kugyermetova
2. Kato Miju / Aldila Sutjiadi
3. Ulrikke Eikeri / Ljudmila Kicsenok (körmérkőzés)
4. Okszana Kalasnikova / Jana Szizikova (körmérkőzés)
5. Vang Hszi-jü / Hszü Ji-fan (körmérkőzés)
6. Csiang Hszin-jü / Tang Csien-huj (körmérkőzés)

Az indulókat két háromfős csoportba sorsolták, amelyek első helyezettjei kerülnek a döntőbe, és mérkőznek meg a tornagyőzelemért.

### A párosok csoportmérkőzései
A (Lily) csoport
| Rsz. | Név                                        | Haddad Maia Kugyermetova | Kalasnikova Szizikova | Csiang Tang | Gy–V | Szett Gy–V | Játék Gy–V | Helyezés |
| ---- | ------------------------------------------ | ------------------------ | --------------------- | ----------- | ---- | ---------- | ---------- | -------- |
| 1    | Beatriz Haddad Maia Veronyika Kugyermetova |                          | 6–0, 6–3              | 6–3, 6–3    | 2–0  | 4–0        | 24–9       | 1.       |
| 4    | Okszana Kalasnikova Jana Szizikova         | 0–6, 3–6                 |                       | 4–6, 6–7(4) | 0–2  | 0–4        | 13–25      | 3.       |
| 6    | Csiang Hszin-jü Tang Csien-huj             | 3–6, 3–6                 | 6–4, 7–6(4)           |             | 1–1  | 2–2        | 19–22      | 2.       |

B (Bougainvillea) csoport
| Rsz. | Név                              | Kato Sutjiadi         | Eikeri Kicsenok     | Vang Hszü         | Gy–V | Szett Gy–V | Játék Gy–V | Helyezés |
| ---- | -------------------------------- | --------------------- | ------------------- | ----------------- | ---- | ---------- | ---------- | -------- |
| 2    | Kato Miju Aldila Sutjiadi        |                       | 6–3, 6–7(5), [10–6] | 4–6, 7–5, [12–10] | 2–0  | 4–2        | 25–21      | 1.       |
| 3    | Ulrikke Eikeri Ljudmila Kicsenok | 3–6, 7–6(7–5), [6–10] |                     | 3–6, 2–6          | 0–2  | 1–4        | 14–25      | 3.       |
| 5    | Vang Hszi-jü Hszü Ji-fan         | 6–4, 5–7, [10–12]     | 6–3, 6–2            |                   | 1–1  | 3–2        | 23–17      | 2.       |

|  | Elődöntők | Elődöntők | Elődöntők                                  | Elődöntők                 | Elődöntők |   |  | Döntő | Döntő | Döntő | Döntő | Döntő |  |
|  |           |           |                                            |                           |           |   |  |       |       |       |       |       |  |
|  |           |           |                                            |                           |           |   |  |       |       |       |       |       |  |
|  |           |           |                                            |                           |           |   |  |       |       |       |       |       |  |
|  |           |           |                                            |                           |           |   |  |       |       |       |       |       |  |
|  |           | 1         | Beatriz Haddad Maia Veronyika Kugyermetova | 6                         | 6         |   |  |       |       |       |       |       |  |
|  |           |           |                                            |                           |           |   |  |       |       |       |       |       |  |
|  |           |           | 2                                          | Kato Miju Aldila Sutjiadi | 3         | 3 |  |       |       |       |       |       |  |
|  |           |           | 2                                          | Kato Miju Aldila Sutjiadi | 3         | 3 |  |       |       |       |       |       |  |
|  |           |           |                                            |                           |           |   |  |       |       |       |       |       |  |
|  |           |           |                                            |                           |           |   |  |       |       |       |       |       |  |